# 本藤恒松
本藤 恒松（ほんどう つねまつ、旧字体：本藤󠄁 恆松󠄁、1895年（明治28年）2月13日 - 1983年（昭和58年）3月19日）は、日本の社会運動家、実業家、政治家。衆議院議員。

## 経歴
長野県上高井郡綿内村（現長野市若穂綿内）で生まれる。綿内小学校を卒業。酒造業を営む。
1924年、北信農民組合の結成に関わる。日本農民組合総同盟中央執行委員、長野県会議員、社会民衆党中央委員、社会大衆党中央委員などを務めた。
戦後、日本社会党に入党し、同党長野県支部連合会常任執行委員に就任。1947年4月、第23回衆議院議員総選挙に長野県第一区から出馬して当選し、その後社会革新党に所属して衆議院議員を一期務めた。
その他、高畑殖産社長、三蔵酒造社長、全国清酒復活期成同盟会長、全国清酒復元期成同盟会長などを歴任した。